# Deutsch-russische Beziehungen
In den deutsch-russischen Beziehungen dominierten zeitweise Kooperation, Allianz oder Feindseligkeit. Im Kalten Krieg war Westdeutschland (BRD) in den Westen eingebunden, die DDR hingegen ein Satellitenstaat der Sowjetunion. Nach der Entspannungspolitik und dem Ende des Kalten Krieges, mit dem die deutsche Wiedervereinigung 1990 einherging, arbeiteten Deutschland und Russland zeitweise im Sinne einer strategischen Partnerschaft zusammen. Seit der völkerrechtswidrigen Annexion der Krim und dem Beginn des Ukraine-Kriegs 2014 durch Russland sind die Beziehungen angespannt. Beide Staaten haben gegeneinander Sanktionen verhängt. Heiko Maas, Bundesaußenminister von März 2018 bis Dezember 2021, forderte zwei Monate nach der Bundestagswahl 2021 ein „Ende der Illusionen“ und einen „pragmatischen Realismus“.
Mit dem russischen Angriffskrieg gegen die Ukraine seit Februar 2022 hat sich das Verhältnis weiter verschlechtert. Wie viele weitere Staaten hat Deutschland den Angriff scharf verurteilt. In Deutschland sprach Bundeskanzler Olaf Scholz von einer Zeitenwende und brachte aufgrund der verschlechterten Sicherheitslage an der NATO-Ostflanke eine Erhöhung des Militäretats auf den Weg. Das Genehmigungsverfahren für die zweite Gasleitung durch die Ostsee ist ausgesetzt. Es wurden weitere Sanktionen gegen Russland verhängt.
Deutschland unterhält die Deutsche Botschaft Moskau und ein Generalkonsulat in Sankt Petersburg sowie Honorarkonsuln in Wladiwostok, Kasan und Saratow. Russland unterhält eine Botschaft in Berlin und ein Generalkonsulat in Bonn.

## Geschichte der bilateralen politischen Beziehungen

### Ostfrankenreich, Heiliges Römisches Reich und Kiewer Rus
Die Anfänge der deutsch-russischen Beziehungen reichen weit in die Geschichte der beiden Völker zurück. Die erste bekannte Berührung zwischen Vorfahren der Deutschen und Russen fand zu einer Zeit statt, als es „Deutsche“ und „Russen“ noch gar nicht gab. Auch die Begriffe „Deutsch“ und „Russisch“ waren noch weit von ihrer späteren fest umrissenen geographischen Begrenzung entfernt. Als ein politisches Gebilde formierte sich auf deutscher Seite seit 843 das Ostfrankenreich, das sich unter den Ottonen im 10. Jahrhundert zum Heiligen Römischen Reich, einem Vorläufer des Deutschen Staates, weiterentwickelte. Auf russischer Seite entstand seit 882 das Reich der Kiewer Rus, das während der Herrschaft Wladimirs des Heiligen 988 vom lateinischen zum orthodoxen Christentum konvertierte.
Die deutsch-russischen Beziehungen waren anfänglich gekennzeichnet durch:
- einseitige erfolglose Missionierungsversuche von West nach Ost,
- politisch-dynastische Kontakte durch Verbindungen zwischen den Herrscherhäusern sowie Bündnisabkommen und Beistandspakte,
- Handelsbeziehungen, die sich als stabilisierendes Element auch in Krisen- und Umbruchszeiten erwiesen.

Über fünf Jahrzehnte versuchten zunächst westliche Missionare die bis zur Herrschaftszeit Wladimirs heidnischen Ostslawen zum Christentum zu bekehren. Der Anstoß dazu ging von Olga von Kiew, der Witwe des 945 verstorbenen Kiewer Fürsten Igor, aus. Als mögliches Gegengewicht zum starken byzantinischen Einfluss rief sie westliche Missionare ins Land. Die römisch-deutschen Kaiser waren eher mit der Aufrechterhaltung der Reichsordnung sowie der Kirchen- und Italienpolitik beschäftigt, sodass sie die Entwicklungen an der Ostgrenze kaum vollständig erfassen konnten. Zudem lag das Land der Rus noch hinter denen der Westslawen, deren Elb- und Ostseeslawen 983 einen großen Aufstand gegen die Reichsherrschaft unternahmen und die Kräfte des Reiches voll banden.
Dennoch setzten die politischen Beziehungen früh ein. Für das Jahr 973 bezeugt Lampert von Hersfeld, dass eine Gesandtschaft von Russen auf dem letzten Reichstag Ottos I. in Quedlinburg war. Für das Reich wurde die Kiewer Rus im 11. Jahrhundert zu einer Macht, mit der man zu rechnen begann. Ein erstes Bündnis zwischen Römischem Kaiser und der Kiewer Rus folgte 1017. Es richtete sich gegen den polnischen Herzog Boleslaw, der Heinrich II. den Lehnseid verweigerte. Seit 1004 hatte es Feindseligkeiten zwischen dem Reich und Polen gegeben. Das Senioratsprinzip in der Kiewer Rus führte regelmäßig zu Erbstreitigkeiten der nachfolgenden Brüder. Nach dem Tod Jaroslaws des Weisen 1054 entstand zunächst ein Triumvirat, das jedoch nicht lange hielt. Einer der Brüder, Isjaslaw I., wurde von den anderen im Zuge der Machtkämpfe von beiden Brüdern in den Westen vertrieben. 1075 empfing Heinrich IV. ihn in Mainz, der ihm Hilfe gegen den inzwischen etablierten Großfürsten Swjatoslaw in Kiew zusicherte. Zu einem Eingreifen Heinrichs in den Machtkampf kam es aber aufgrund gewandelter Mächtekonstellationen nicht mehr. 1076 wurde der Kirchenbann über Heinrich IV. verhängt, und der Großfürst Swjatoslaw starb im gleichen Jahr.
Über ein Jahrzehnt später fand eine Koalition zwischen den Herrscherhäusern statt. 1089 heiratete Heinrich IV. Eupraxia, die Tochter des Kiewer Großfürsten Wsewolod. Danach vergingen über hundert Jahre, bevor wieder ein Bündnis zwischen deutschen und einem russischen Fürsten geschlossen wurde. In den Krieg zwischen Welfen und Staufern griff 1205 Roman Msitslawitsch auf Seiten Ottos von Braunschweig ein. Er wurde aber auf einem Feldzug nach Westen von den Polen an der Weichsel getötet.

### Hanse, Deutscher Ordensstaat und Russische Fürstentümer
Die 240 Jahre mongolischer Herrschaft von 1240 bis 1480 unterbrachen die Beziehungen der russischen Gebiete und der westeuropäischen, so dass in dieser Zeit kaum politische Beziehungen aufrechterhalten wurden. Es bestanden jedoch zu dieser Zeit noch immer lebhafte Handelsbeziehungen zwischen den russischen Stadtrepubliken Nowgorod und Pskow einerseits und den Hansestädten sowie den Gebieten der Ordensritter andererseits.
Es kam aber auch zu kriegerischen Auseinandersetzungen zwischen dem expansiven Deutschordensstaat im Baltikum und Nowgorod. In der Schlacht auf dem Peipussee 1242 stoppte Alexander Jaroslawitsch Newski den Ostdrang der deutschen Ritter.
Mit der Zeit entwickelte sich das Großfürstentum Moskau zum dominierenden russischen Zentrum. In der zweiten Hälfte des 15. Jahrhunderts forcierte Moskau die Unterwerfung Nowgorods. Damit einher ging auch der Verlust der Beziehungen Nowgorods nach Westen. Symbolisch steht hierfür die Schließung des Hansekontors Peterhof 1494 durch Iwan III.

### Habsburg und Großfürstentum Moskau
Durch die Entstehung des russischen Reiches um dessen Zentrum Moskau und die Abschüttelung des Tatarenjochs wuchs am Ende des 15. Jahrhunderts die Bedeutung der Großfürsten von Moskau; das russische Reich näherte sich langsam der europäischen Staatenwelt. Die Haltung, die Moskau gegen die Großmacht Polen-Litauen einnahm und die Stärke, die man ihm zugestand, machten es für die etablierten west- und mitteleuropäischen Mächte als Bündnispartner interessant. So ließ der habsburgische Kaiser die Möglichkeiten eines Bündnisses mit Moskau sondieren. Im Laufe der Jahre empfing man in Moskau eine Reihe von kaiserlichen Gesandten, darunter Siegmund von Herberstein. Nach den Sondierungen eines Bündnisses gegen Polen-Litauen verschoben sich die gemeinsamen Themen zwischen dem Großfürstentum Moskau und dem habsburgischen Kaiser auf eine gemeinsame Abwehr der osmanischen Angriffe.
In der Diplomatie ging es den Russischen Zaren in den Verhandlungen mit dem Römischen Kaiser auch darum, die Ranggleichheit des Titels Zar mit dem des Kaisers herzustellen. Diese wurde traditionell abgelehnt (vgl. Zweikaiserproblem).

### Beziehungen zur Zeit des Absolutismus
Inzwischen erholte sich das russische Zarentum von der Zeit der Wirren (1606–1613). Im Jahr 1649 trugen die Zaporožer Kosaken dem Zaren die Stellung des Schutzherren über ihr Gebiet in der heutigen Ukraine an. 1689 wurde Peter I. mit 18 Jahren Zar und begann Russland grundlegend zu verändern. Er suchte im Westen nach Mustern und Vorbildern für seine militärischen und wirtschaftlichen Vorhaben.
Dieser Kurs förderte eine stärkere diplomatische Einbindung Russlands in das westeuropäische Staatensystem. Seine Große Gesandtschaft von 1697, der er sich incognito anschloss, führte 1697 zu einem ersten Freundschaftsvertrag mit dem Kurfürstentum Brandenburg und auf der vorzeitigen Rückreise 1698 zu einem Pakt gegen Schweden mit August dem Starken. Dies war ein diplomatischer Auftakt für den Großen Nordischen Krieg (1700–1721). Peter hatte auch die Königswahl August I. für den polnischen Thron unterstützt. Russland war von 1700 bis 1706, 1709 bis 1719 mit dem Kurfürstentum Sachsen und ab 1715 mit dem Königreich Preußen gegen Schweden verbündet. Der Krieg endete mit einem Sieg der Allianz und schloss mit der Proklamation des Russischen Kaiserreiches im Jahre 1721. Mit der Gründung des Königreichs Preußen im Jahre 1701 und der finanziellen Überanstrengung Sachsens in Polen (vgl. Sachsen-Polen) und den Kriegen, wurde Preußen die protestantische Führungsmacht in Deutschland und löste damit das Kurfürstentum Sachsen ab, das trotz wirtschaftlicher Blüte nicht so starke zentralstaatliche Strukturen bilden konnte wie sein protestantischer Rivale im Norden und sukzessive im Zeitalter des Absolutismus an Macht einbüßte. Peter I. traf sich mehrmals mit dem preußischen König Friedrich Wilhelm I. im freundschaftlichen Rahmen und schenkte dem preußischen König, der einen Hang für alles Militärische besaß, eine Kompanie langgewachsener Kerle.

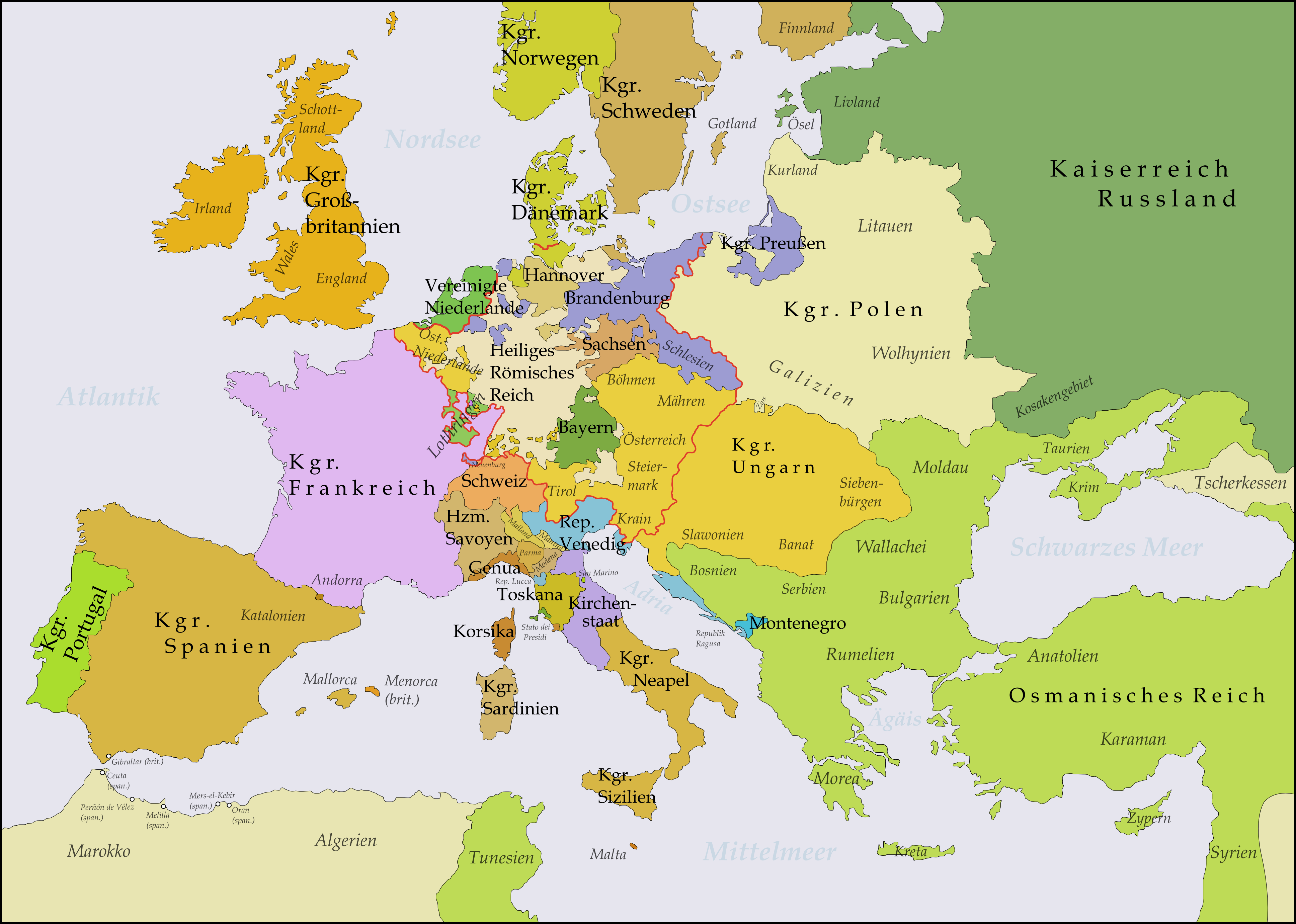
Europa zur Zeit des Siebenjährigen Krieges

Der aufkommende preußisch-österreichische Dualismus gab Russland die Möglichkeit, in die Rolle des Schiedsrichters hineinzuwachsen. Die Politik Peters kalkulierte beide Mächte in die Überlegungen ein. Durch die erfolgte Verschärfung des Gegensatzes wurden die Herrscher nach Peter I. ein Stück weit pro-österreichischer, wenngleich am Petersburger Hof auch pro-preußische Stimmen (Burkhard Christoph von Münnich) vertreten waren.

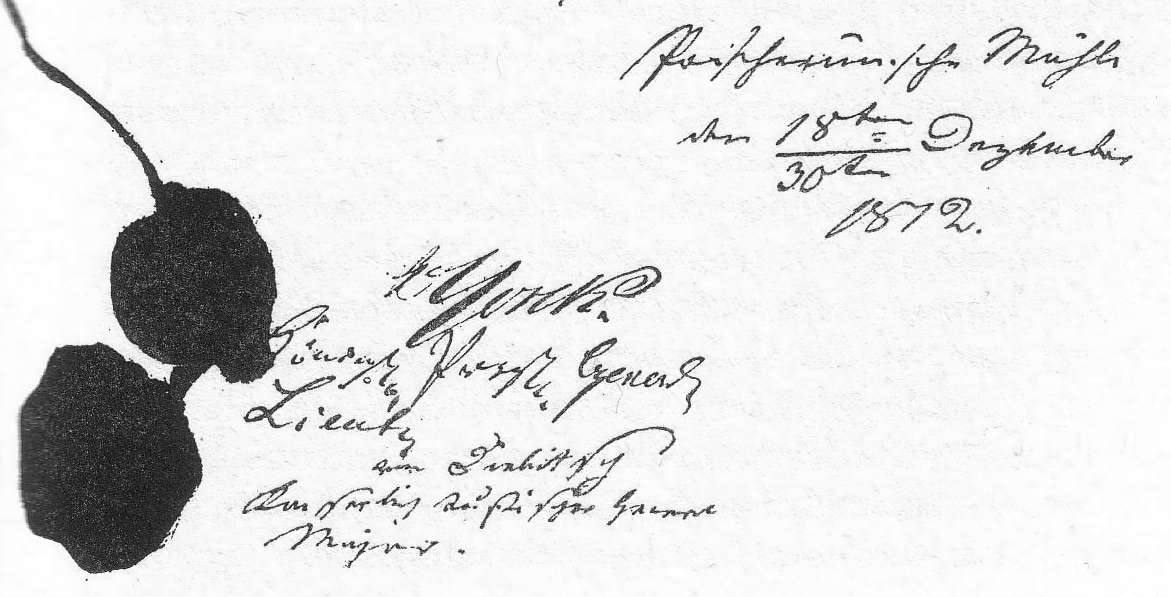
Konvention von Tauroggen

Im Polnischen Thronfolgekrieg (1733–1738). Das Bündnis brach jedoch im Österreichischen Erbfolgekrieg (1740–1748) und im Siebenjährigen Krieg (1756–1763). Die Koalition Österreichs mit Russland und Frankreich gegen die Expansion Preußens hatte Friedrich II. an den Rand der Niederlage gebracht. Nur der Tod der Kaiserin rettete Preußen vor der Kriegsniederlage. 1762 folgte Peter III., ein holsteinischer Prinz und Bewunderer Friedrichs, der Kaiserin Elisabeth auf dem Petersburger Thron. Er schloss mit dem preußischen König sofort einen bedingungslosen Separatfrieden und einen Freundschaftspakt. Friedrich II. hatte nun den Rücken frei, der Friede von Hubertusburg von 1763 bestätigte Preußen als europäische Großmacht. Die Verbindung mit Russland wurde für Friedrich II. von nun an ein Grundpfeiler seiner Außenpolitik.
Die negativen Folgen eines Zusammengehens zwischen Preußen und Russland entstanden für das innenpolitisch stark geschwächte Polen-Litauen, das von den beiden Mächten und Österreich in den Jahren 1772, 1793 und 1795 untereinander aufgeteilt wurde. Damit wurden Preußen und Russland unmittelbare Nachbarn.

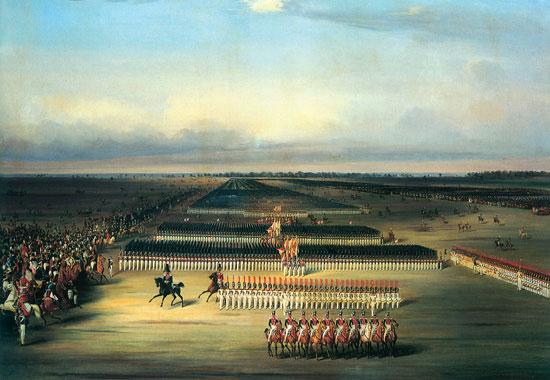
Russisch-preußische Militärparade 1835 in Kalisch

Russland und Preußen reagierten gegen die Französische Revolution und waren der alliierte Teil der Koalitionen gegen das neue Regime in den Koalitionskriege. Nachdem Napoleon Bonaparte mit seinem Russlandfeldzug 1812 gescheitert war, schloss der preußische General Ludwig Yorck von Wartenburg mit dem russischen General Hans Karl von Diebitsch-Sabalkanski die Konvention von Tauroggen am 30. Dezember 1812. Yorck war Kommandierender General eines preußischen Hilfskorps, das nach den Verpflichtungen des Pariser Bündnisses zwischen Preußen und Frankreich zur Grande Armée Napoleons gehörte. Das Yorcksche Korps erklärte sich in der Konvention für neutral. Diese Vereinbarung war der Auftakt einer deutsch-russischen Bündnispolitik, die fast bis zum Ende des 19. Jahrhunderts dauerte. Zunächst bildete sich eine Koalition zwischen Russland und Preußen, der sich später Österreich und andere Staaten anschlossen. Russland wurde in Deutschland als Befreier von Napoleonischer Fremdherrschaft gefeiert. Aus der Waffenbrüderschaft der folgenden Befreiungskriege entstand 1815 die Heilige Allianz, ein Bund der Monarchen Russlands, Österreichs und Preußens. Zweck des Paktes war, den vom Wiener Kongress beschlossenen Status zu sichern. Der Pakt wurde durch russisch-österreichische Interessengegensätze auf dem Balkan beendet.

### Das deutsche und das russische Imperium

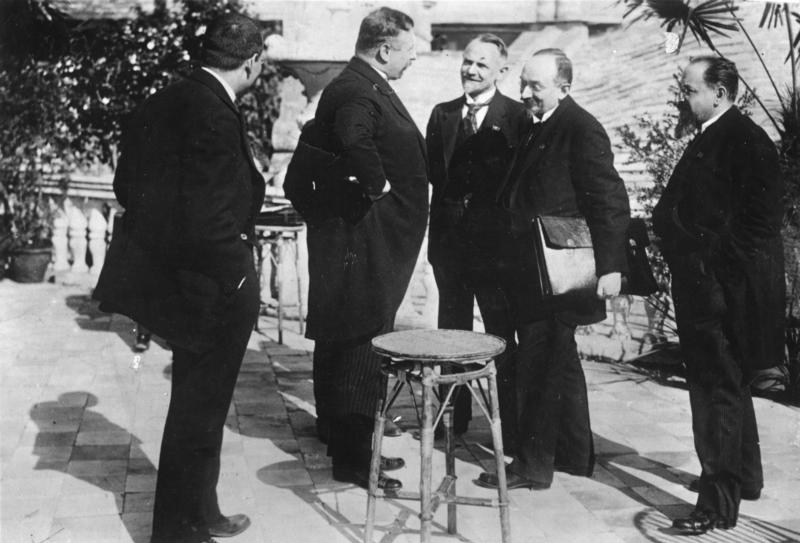
Tschitscherin (2. von rechts, mit Aktentasche) in Rapallo 1922, u. a. mit Joseph Wirth (2. von links) und A. A. Joffe (ganz rechts)

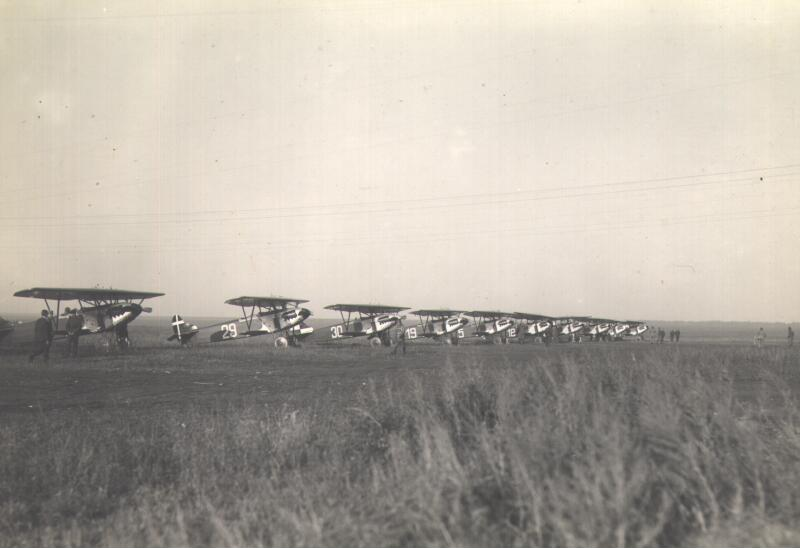
Fokker D.XIII der Geheimen Fliegerschule und Erprobungsstätte der Reichswehr in Lipezk

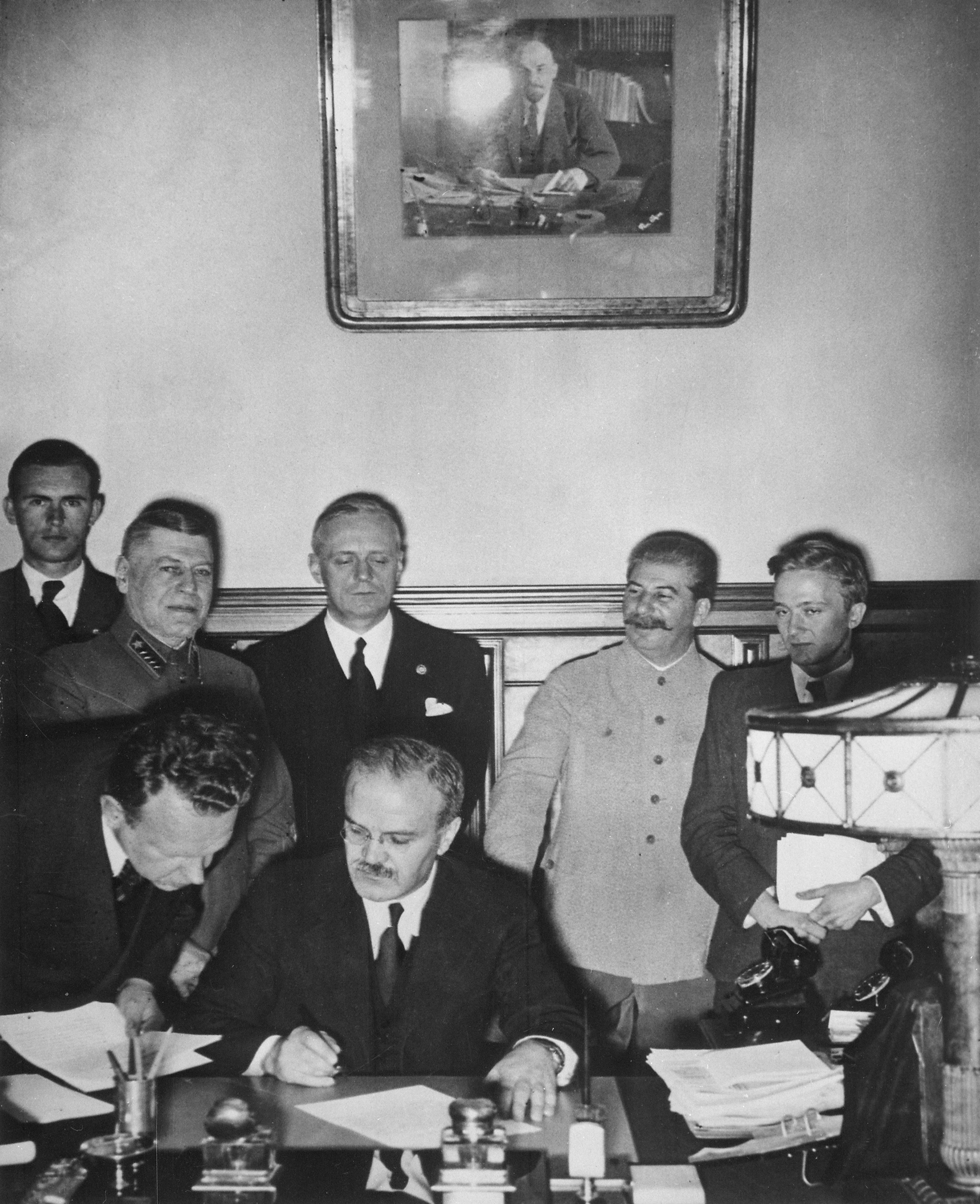
Am 24. August 1939 unterzeichnet Molotow im Kreml den deutsch-sowjetischen Nichtangriffspakt.
Im Hintergrund: Joachim von Ribbentrop und Josef Stalin

Aus der zentralen Lage Deutschlands entstand für Otto von Bismarck die Aufgabe, den Zwist in Europa auszugleichen. Auf dem Berliner Kongress 1878 gelang es ihm, den Konflikt zwischen Russland, Großbritannien und Österreich-Ungarn um die Vorherrschaft auf dem Balkan zu schlichten. Doch bezahlte er dies mit einer Verstimmung Russlands, das benachteiligt worden war.
Der Riss in der deutsch-russischen Freundschaft, der durch Bismarcks Gleichgewichtspolitik entstanden war, wurde durch den Dreikaiserbund von 1881 überdeckt, der 1884 erneuert wurde. Nachdem der russisch-österreichische Gegensatz 1887 erneut sichtbar wurde, konsolidierte Bismarck die deutsch-russische Partnerschaft durch den geheimen Rückversicherungsvertrag, der Russland von der Furcht vor einem gemeinsamen deutsch-österreichischen Angriff befreite. Der Vertrag galt für drei Jahre.
Während der Herrschaftszeit Wilhelms II. konnte nur noch der Schein einer deutsch-russischen Freundschaft aufrechterhalten werden. Der Rückversicherungsvertrag wurde von Bismarcks Nachfolger, Leo von Caprivi, 1890 nicht erneuert. Russland schloss daraufhin 1892 ein zunächst geheimes Bündnis mit Frankreich, das 1894 förmlich bestätigt wurde.
Nachdem die zwei Balkankriege den Ersten Weltkrieg auslösten, wurde das Deutsche Reich in einen Zweifrontenkrieg verwickelt. Um den Zusammenbruch der russischen Armee zu beschleunigen und dadurch den Krieg im Osten zu beenden, ließ Erich Ludendorff russische Revolutionäre, darunter Lenin, aus dessen Schweizer Exil in einem plombierten Wagen durch Deutschland reisen. Gleich nachdem Lenin die Macht in St. Petersburg übernommen hatte, begannen die Friedensverhandlungen der Mittelmächte mit den Bolschewiki. Sowjetrussland verzichtete im Friedensvertrag von Brest-Litowsk am 3. März 1918 unter Protest auf große Gebiete.

### Deutsch-sowjetische Beziehungen

#### Weimarer Republik und Sowjetunion
Bei der Weltwirtschaftskonferenz von Genua im April 1922 fanden die sowjetischen Vertreter, ebenso wie die deutsche Delegation kaum Gehör. Der Westen hatte Sowjetrussland bis dahin de jure noch nicht anerkannt, zumal dieses es ablehnte, die finanziellen Verpflichtungen des vormaligen Kaiserreichs anzuerkennen. Deutschland vermochte wiederum die Alliierten nicht zu bewegen, ihre Reparationsforderungen zu reduzieren. Diese Isolierung war der Grund dafür, dass der deutsche Außenminister Walther Rathenau und sein sowjetischer Kollege Georgi Wassiljewitsch Tschitscherin im benachbarten Rapallo einen Vertrag aushandelten. Der Vertrag von Rapallo bedeutete die Wiederherstellung eines gutnachbarschaftlichen Verhältnisses: Wiederaufnahme diplomatischer und wirtschaftlicher Beziehungen und Verzicht auf die Rechte aus dem Friedensvertrag von Brest-Litowsk und dem Friedensvertrag von Versailles.
Der Chef der deutschen Heeresleitung, General von Seeckt, hatte schon vor Abschluss des Rapallo-Vertrages veranlasst, dass die Reichswehr mit der vom Kriegskommissar Trotzki aufgebauten Roten Armee zusammenarbeitete. Die deutsche Rüstungsindustrie entwickelte in der Sowjetunion Flugzeuge, Panzerwagen und chemische Kampfstoffe. Deutschland stellte dafür Industrieausrüstung und Instrukteure zur Verfügung. Über mehrere Jahre wurden deutsche Offiziere in der Sowjetunion als Piloten, Panzerfahrer, Kampfstoffexperten ausgebildet, deutsche Rüstungsunternehmen übergaben Konstruktionsunterlagen für den Bau von Militärflugzeugen, U-Booten, Schnellbooten, Abwurftechnik für Bomben und Kampfgase an die Sowjetunion und unterstützen das Land durch Bereitstellung von Experten beim Aufbau einer modernen Rüstungsindustrie in der ersten Hälfte der 1920er Jahre.
Mit dem Pjatakov-Abkommen wurde die Sowjetunion 1931 zum größten Abnehmer für den deutschen Export von Maschinen und Ausrüstungen.

#### Nationalsozialistisches Deutschland und Sowjetunion
Die Machtübernahme der Nationalsozialisten Anfang 1933 bedeutete zunächst das Ende des deutsch-sowjetischen Gleichklangs. Der aufkommende Gegensatz zwischen Berlin und Moskau basierte auf der ideologischen Todfeindschaft zwischen Nationalsozialismus und Bolschewismus und fand seine Verschärfung durch völkerrechtliche Vereinbarungen, wie z. B. den Antikominternpakt zwischen Japan und Deutschland (1936), dem später unter anderem Italien, Ungarn, Spanien sowie der japanische Marionettenstaat Mandschukuo beitraten. Die nicht zu übersehenden Ähnlichkeit gaben jedoch beispielsweise schon im November 1934 im Schweizer Nebelspalter Anlass zu den Reimen: Warum soll man nicht im rhythmisch gleichen / Schritt und Tritt dasselbe Ziel erreichen?
So unterzeichneten die Außenminister von Ribbentrop und Molotow am 23. August 1939 in Moskau einen Nichtangriffspakt, der vier Wochen später, am 28. September, wiederum in Moskau durch den Abschluss des deutsch-sowjetischen Grenz- und Freundschaftsvertrages und des Geheimabkommens über die Aufteilung Polens komplettiert wurde.
Molotows Besuch in Berlin im November 1940 offenbarte den tiefen Interessengegensatz zwischen beiden Staaten. Acht Monate später begann mit dem Überfall auf die Sowjetunion der Deutsch-Sowjetische Krieg. Vier Jahre danach stand die Rote Armee in Berlin und an der Elbe.

#### Geteiltes Nachkriegsdeutschland und Sowjetunion
Die Verbrechen der Wehrmacht im Zweiten Weltkrieg brachten großes Leid über die Menschen in der damaligen Sowjetunion. Die Nachkriegszeit in Deutschland war durch den Eisernen Vorhang und die Deutsche Teilung geprägt. Zunächst waren die vier Besatzungszonen absolut von den Hauptsiegermächten abhängig.

##### Bundesrepublik Deutschland – Sowjetunion
Durch den sich verschärfenden Ost-West-Konflikt und eine immer klarere Bindung Westeuropas an die Vereinigten Staaten fühlte sich die Sowjetunion Anfang der fünfziger Jahre durch die geplante Gründung der Europäischen Verteidigungsgemeinschaft (EVG) unter Beteiligung der Bundesrepublik Deutschland bedroht. Am 10. März 1952 bot Josef Stalin den Westmächten Frankreich, Großbritannien und den USA in einer Note Verhandlungen über die Wiedervereinigung und Neutralisierung Deutschlands an; diese Vorschläge wurden als Stalin-Noten bekannt. Die Westmächte und der deutsche Bundeskanzler Konrad Adenauer fassten die Initiative des sowjetischen Staatschefs als Störmanöver auf und lehnten sie ohne jede Verhandlungsbereitschaft ab.
Zehn Jahre nach Kriegsende lud die sowjetische Staats- und Parteiführung unter Nikita Sergejewitsch Chruschtschow und Nikolai Alexandrowitsch Bulganin Bundeskanzler Adenauer offiziell nach Moskau ein, um über die Aufnahme diplomatischer Beziehungen zu verhandeln. Am 8. September 1955 flog er mit einer großen Delegation aus 141 Personen nach Moskau. Neben einer ersten Normalisierung zwischen dem westdeutschen Teilstaat und der Sowjetunion brachte der Besuch auch die Rückkehr der letzten Kriegsgefangenen und Zivilinternierten aus der UdSSR in die Bundesrepublik.
Egon Bahr und Willy Brandt läuteten im Zuge der Neuen Ostpolitik den Wandel durch Annäherung ein, der die Beziehungen der BRD mit Russland in Zeiten des Kalten Kriegs entspannte. Mit dem Moskauer Vertrag im Jahr 1970 und der Konferenz über Sicherheit und Zusammenarbeit in Europa im Jahr 1975 wurde diese Entspannungspolitik beidseitig fortgesetzt.
Die erste Botschaft der Sowjetunion auf bundesdeutschem Staatsgebiet befand sich im ehemaligen Hotel Rolandseck-Groyen in Rolandswerth südlich von Bonn, bis die Botschaft ab 1976 ihren Sitz auf die Viktorshöhe im Bonner Stadtbezirk Bad Godesberg verlegte. Sie war der Sowjetunion im Gegenzug (sogenanntes „Gegenseitigkeitsabkommen“) für ein Grundstück für die deutsche Botschaft auf den Leninbergen in Moskau verkauft worden. Die auf der Viktorshöhe in den 1980er-Jahren errichteten Botschaftsneubauten waren im Unterschied zu den restlichen Bonner Botschaften auf weitgehende Selbstversorgung ausgerichtet und bildeten einen eigenen „Stadtteil“. Im Juni 1989 führte Michail Gorbatschow von dort im Rahmen eines Staatsbesuchs für den Zeitraum einer Woche die Regierungsgeschäfte.

##### DDR – Sowjetunion

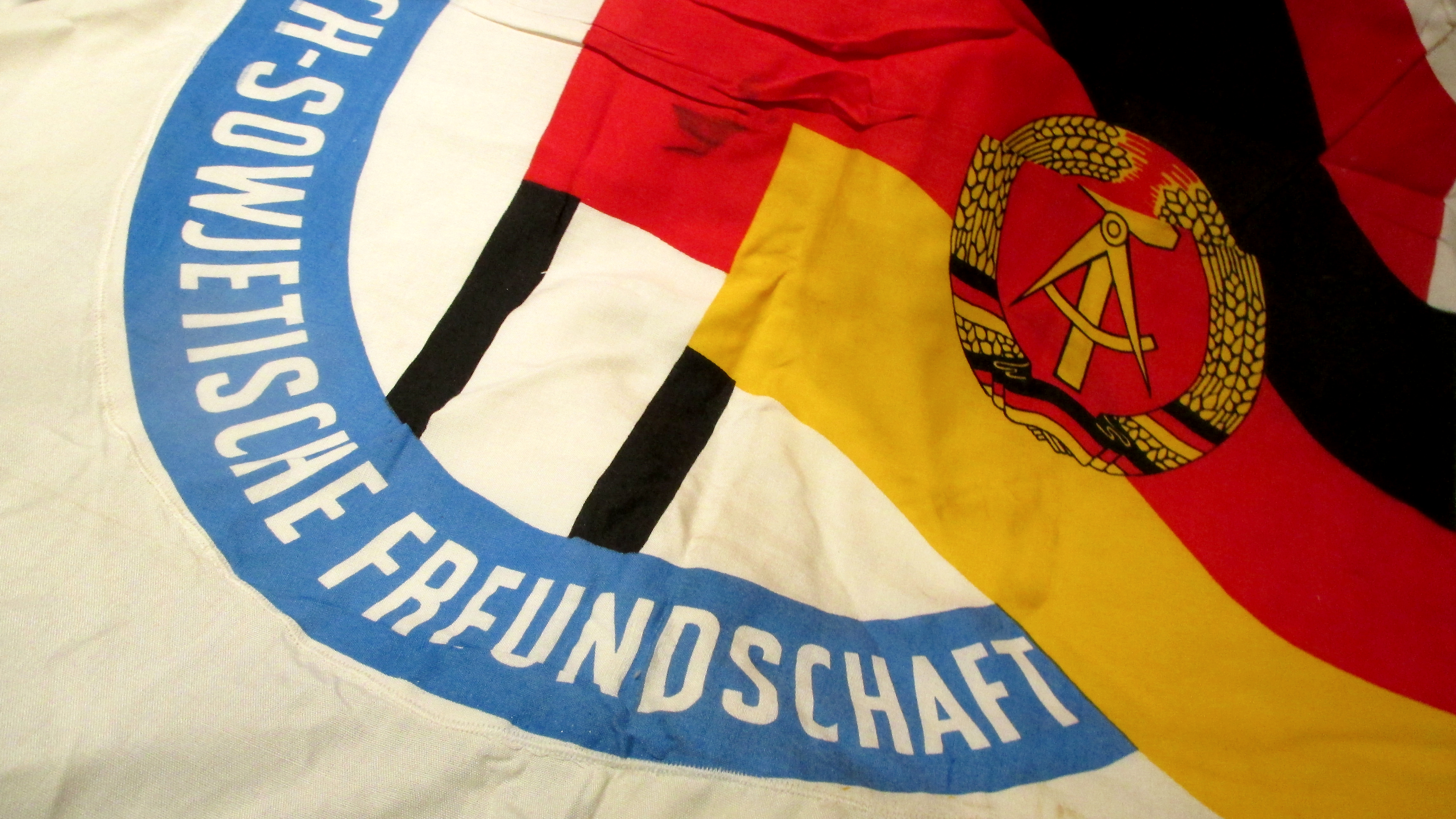
Deutsch-Sowjetische Freundschaft – Mastfahne der DDR

Die Sowjetunion übertrug der Deutschen Demokratischen Republik erst nach dem Scheitern der Außenministerkonferenz der vier Besatzungsmächte in Berlin 1954 „erweiterte Souveränitätsrechte“. Sie sollte, mit Ausnahme von Sicherheits- und Vier-Mächte-Fragen, „nach eigenem Ermessen über ihre inneren und äußeren Angelegenheiten“ einschließlich der Beziehungen zur Bundesrepublik Deutschland bestimmen. Formal war damit die absolute Abhängigkeit von der UdSSR beendet. In der Praxis blieb die DDR aus Sicht ihres ideologischen Gegners, Westdeutschlands, ein sowjetischer Satellitenstaat.
Unmittelbar nach Adenauers Besuch in Moskau reiste DDR-Ministerpräsident Otto Grotewohl ebenfalls nach Moskau und verhandelte über die volle Souveränität der DDR. Es wurde ein Vertrag über die gegenseitigen Beziehungen zwischen der DDR und der Sowjetunion unterzeichnet. Die UdSSR setzte sowohl die Befehle und Anordnungen der SMAD und der Sowjetischen Kontrollkommission als auch die Kontrollratsbeschlüsse von 1945 bis 1948 für das Territorium der DDR außer Kraft. Sowjetische Truppen blieben jedoch weiterhin dort stationiert. Am 17. Juli 1956 schlossen die Sowjetunion und die DDR eine Vereinbarung über die Herabsetzung der Unterhaltskosten für die sowjetischen Streitkräfte auf dem Gebiet der DDR um 50 Prozent sowie über die Gewährung eines langfristigen Kredits an die DDR und die Erhöhung der gegenseitigen Warenlieferungen. Hinzu kam ein weiterer Vertrag über die zeitweilige Stationierung sowjetischer Streitkräfte in der DDR (Truppenstationierungsvertrag vom 12. März 1957).
In der DDR hatte die Gesellschaft für Deutsch-Sowjetische Freundschaft (DSF) als Massenorganisation den Auftrag, umfangreiche Kenntnisse über die Kultur und Gesellschaft der Sowjetunion zu vermitteln.

### Wiedervereinigtes Deutschland und Russische Föderation

Das Logo des Petersburger Dialogs

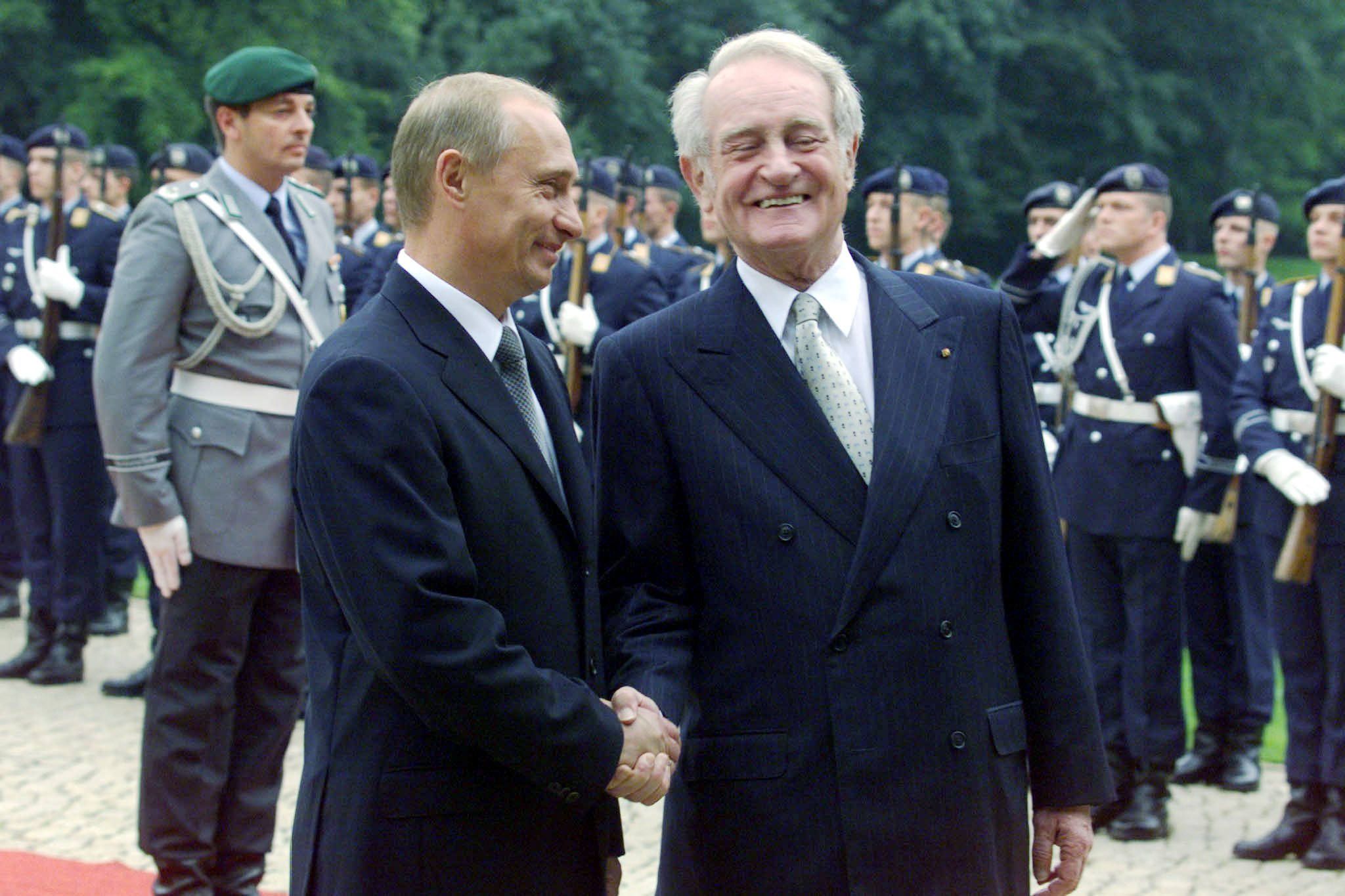
Bundespräsident Johannes Rau mit Präsident Wladimir Putin in Berlin, 2001

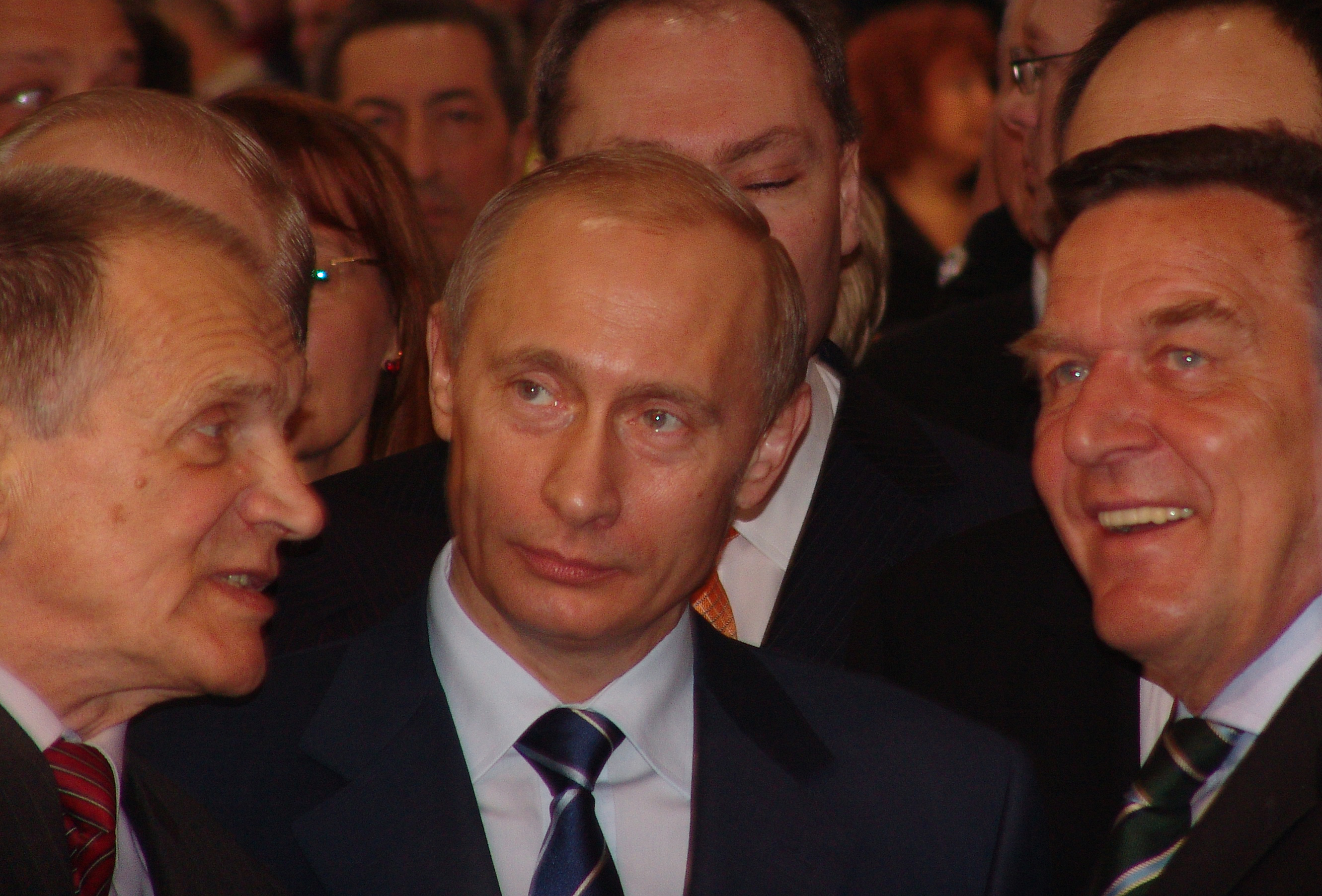
Putin mit Bundeskanzler Gerhard Schröder (rechts), 2005

Die rechtliche Grundlage der Beziehungen des wiedervereinigten Deutschlands und der Russischen Föderation bilden der Vertrag über gute Nachbarschaft, Partnerschaft und Zusammenarbeit vom 9. November 1990 und die Gemeinsame Erklärung des Präsidenten der Russischen Sozialistischen Föderativen Sowjetrepublik und des Bundeskanzlers der Bundesrepublik Deutschland vom 21. November 1991. Weiterhin von grundlegender Bedeutung ist der Vertrag über die abschließende Regelung in bezug auf Deutschland vom 12. September 1990. Nach der friedlichen Wiedervereinigung 1990 war Deutschland dankbar für die problemlose Abwicklung der Folgeauswirkungen, fühlte sich gleichzeitig als Impulsgeber und Motor für eine stärkere Integration Russlands in europäische Strukturen und warb für Kredite und Investitionen in Russland. Mit der Kanzlerschaft Gerhard Schröders und dem Wirtschaftsaufschwung in Russland unter Wladimir Putin waren die deutsch-russischen Beziehungen insbesondere im Bereich der Wirtschaft, aber auch beim politischen Dialog so intensiv wie nie zuvor. Seit 1998 fanden jährlich bilaterale Regierungskonsultationen auf höchster Ebene statt.
Als Wladimir Putin im September 2004 zu deutsch-russischen Konsultationen in Hamburg erwartet wurde, sollte ihm die Ehrendoktorwürde der Universität Hamburg verliehen werden. Dutzende Professoren sprachen sich allerdings dagegen aus und eine deutschlandweite Diskussion wurde in Gang gesetzt. Gleichzeitig ereignete sich im nordkaukasischen Beslan ein Geiseldrama, das nun alle Aufmerksamkeit auf sich zog. Die Konsultationen wurden daraufhin wegen der Ereignisse im Nordkaukasus abgesagt. Als Putin den Besuch in Hamburg am 20. Dezember 2004 nachholte, war von einer Würdigung nicht mehr die Rede.
Frank-Walter Steinmeier war in seiner Zeit als Bundesaußenminister Architekt einer engen Zusammenarbeit mit Moskau, dem er 2008 eine „Modernisierungspartnerschaft“ anbot, von der er sich eine Liberalisierung Russlands in Richtung einer „offenen Gesellschaft“ versprach. Daran hielt er fest, auch wenn früh Zweifel daran auftauchten, ob eine solche Liberalisierung in Moskau überhaupt gewünscht werde. Der Planungsstab des Ministeriums unter Markus Ederer erfand die Formulierung „Annäherung durch Verflechtung“ – angelehnt an Egon Bahrs berühmte Formel „Wandel durch Annäherung“. In Arbeitspapieren wurde das Ziel festgehalten, eine „irreversible“ wirtschaftliche „Verflechtung“ beider Länder zu erreichen. Zweifel aus dem eigenen Hause an Putin wehrte Steinmeier ab. Er glaubte, dass der Wechsel zu Präsident Medwedew diesen tatsächlich zum zukünftig starken Mann in Russland gemacht habe, obgleich Mitarbeiter im Auswärtigen Amt diese Annahme für „absurd“ hielten. Mit der deutschen EU-Ratspräsidentschaft 2007 versuchte er seine Vorstellung von einer Modernisierungspartnerschaft zur Politik der EU zu machen. 2014 stellte Steinmeier dann fest, dass die im Jahre 2008 vorgeschlagene Modernisierungspartnerschaft aufgrund der formulierten Voraussetzungen (wie etwa einer offenen Zivilgesellschaft) von der russischen Seite ausgeschlagen worden war.
Am 8. November 2011 wurde die Nord-Stream-Pipeline eingeweiht, welche russisches Erdgas vom Erdgasfeld Juschno-Russkoje durch die Ostsee direkt nach Deutschland transportiert.
Bilaterale Austauschplattformen:
- Deutsch-Russische strategische Arbeitsgruppe für Wirtschaft und Finanzen (SAG): Ziel der SAG ist eine verstärkte bilaterale Zusammenarbeit und die Verbesserung der wirtschaftlichen und rechtlichen Rahmenbedingungen; gegründet 2000.
- Petersburger Dialog: Das Diskussionsforum hatte sich zum Ziel gesetzt, die zivilgesellschaftliche Verständigung zu fördern; gegründet 2001, für das Jahr 2014 ausgesetzt, 2015 weitergeführt und 2023 aufgelöst. Inoffiziell jedoch weitergeführt.[17]
- Deutsch-Russische Regierungskonsultation: Diese feste Institution dient der Behandlung wichtiger bilateraler Themen im engen und intensiven Dialog zwischen den Ministerien beider Staaten. Die Regierungskonsultationen finden seit 1999 jährlich alternierend in beiden Ländern statt.
- Hochrangige Arbeitsgruppe für Sicherheitspolitik (HAGS): Im Jahr 2003 auf Vorschlag des russischen Präsidenten Wladimir Putin und des deutschen Bundeskanzlers Gerhard Schröder eingesetzt.[18]

### Beziehungen nach russischen Annexionen
Seit der Annexion der Krim 2014 haben sich die Beziehungen zwischen Berlin und dem Kreml drastisch verschlechtert. Es wurden Sanktionen gegen Personen aus dem Umfeld des Kremls ergriffen und nach dem Abschuss eines Zivilflugzeuges um solche gegen Firmen ergänzt.
Die Propaganda der Russischen Föderation erzeugt im Innern des Landes insgesamt ein Bild des Westens im Niedergang: 85 Prozent aller Nachrichten über den Westen sind negativ und transportieren ein Bild eines täglichen Lebens im Westen voller Furcht und Chaos; es gäbe keine Moral und keine gemeinsamen Werte, die Menschen seien paralysiert durch die Furcht vor Terrorismus und die Flüchtlinge und Sanktionen zerstörten die Grundlagen des Sozialstaates. Von der EU haben in Russland nur 23 Prozent der Bevölkerung eine positive Meinung, das liegt im Ländervergleich bei den tiefsten Werten. Wegen Deutschland und der Politik von Angela Merkel sei der Nazismus auf dem Vormarsch, berichten russische Medien.
Bereits kurz nach der Annexion der Krim durch Russland 2014 gab es in Deutschland erste Stimmen, die anmahnten, die NATO müsse ihr Konzept der atomaren Abschreckung modernisieren, um Russland vor weiteren Aggressionen glaubhaft abschrecken zu können, und Deutschland müsse im Zuge dieses Prozesses auf die Stärke seiner Abschreckungsmittel achten. Die Bundesakademie für Sicherheitspolitik, die diese Mahnung 2015 veröffentlicht hatte, wandte sich 2019 gegen „Kreml-Apologien“, die als Basis einer Appeasement-Politik gegenüber Russland fungierten. Damit spielt der Autor auf die Politik der westlichen Nachbarstaaten Deutschlands in den 1930er Jahren an, die im Jahr 1938 zum Münchner Abkommen führte, den Zweiten Weltkrieg aber nicht verhindern konnte, der ein Jahr später ausbrach.
Zusätzlich belastet wurden die bilateralen Beziehungen durch die im Jahr 2015 publik gewordenen, aus Russland stammenden, wiederholten Hackerangriffe auf den Deutschen Bundestag. Die EU verhängte daraufhin im Jahr 2020 Einreiseverbote und Kontensperrungen gegen den Direktor des russischen Militärgeheimdienstes GRU, gegen eine Hackergruppe des GRU und den Hacker und Offizier Dmitri Badin. Als Reaktion darauf verhängte Russland noch im selben Jahr Einreiseverbote gegen deutsche Regierungsvertreter. Trotzdem wurde Russland von Politikern weiter hofiert, Karl Schlögel untertitelte am 3. Juli 2016 einen Bericht mit „Putin treibt mit einem deutschen Thinktank nun den Propaganda-Krieg gegen den Westen auf die Spitze. Und links wie rechts machen mit: aus Feigheit, Geldgier oder Geltungssucht. Was für eine Schmach!“
Nach dem Mordfall Selimchan Changoschwili in Berlin im August 2019 verurteilte das Kammergericht einen russischen Staatsbürger, den die Staatsanwaltschaft dem russischen Geheimdienst FSB zuordnet, im Dezember 2021 wegen Mordes zu lebenslanger Haft. Der Staatsschutzsenat sah es als erwiesen an, dass der Angeklagte im Auftrag des russischen Staates gehandelt hatte. Der vorsitzende Richter sprach diesbezüglich von Staatsterrorismus. Das Gericht erkannte zusätzlich die besondere Schwere der Schuld. Der russische Botschafter in Deutschland bezeichnete die Verurteilung als politisch motiviert.
Im Februar 2020 warf der deutsche Außenminister Heiko Maas der russischen Regierung angesichts des russischen Militäreinsatzes im Rahmen des syrischen Bürgerkriegs vor, das humanitäre Völkerrecht gebrochen und Kriegsverbrechen im Gouvernement Idlib begangen zu haben.
Infolge des Giftanschlags auf Alexei Nawalny am 20. August 2020 verschlechterten sich die Beziehungen Russlands zu Deutschland, zur Europäischen Union (EU), zur USA und zu vielen anderen westlichen Ländern weiter. Russland und Deutschland wiesen mehrere Male diplomatisches Personal der Gegenseite aus.
Ende März 2023 stufte die russische Regierung im Rahmen einer Neuausrichtung der Außen- und Verteidigungspolitik Deutschland und andere Staaten, die Sanktionen gegen die russische Föderation verhängt hatten, als „existenzielle Bedrohung“ ein. Im Januar und April 2023 wurden im Rahmen Russlands Cyberkriminalität Internetseiten von einigen deutschen Behörden und Unternehmen von russischen oder pro-russischen Hackern angegriffen. Vor den Attacken hatte das russische Hackerkollektiv Killnet Cyberangriffe auf Infrastrukturen in Deutschland angekündigt oder dazu aufgerufen. In den Jahren 2022 und 2023, beides Mal im April, kam es jeweils auf beiden Seiten zur Ausweisung von zahlreichen Diplomaten. Die russische Spionage in Deutschland wurde deutlich verstärkt und erreichte laut Verfassungsschutzchef Thomas Haldenwang das Niveau des Kalten Krieges. Im April 2023 führte Russland eine Obergrenze von 350 deutschen Staatsbedienstete ein, dies umfasste sowohl Diplomaten als auch Lehrer an der Deutschen Schule Moskau und Mitarbeiter des Goethe-Instituts. Das Auswärtige Amt reagierte mit dem Entzug von vier der fünf Lizenzen für die russischen Generalkonsulate. Russland schloss daraufhin bis zum Jahresende 2023 die Generalkonsulate in Frankfurt am Main, Hamburg, Leipzig und München. Deutschland wiederum schloss seine Konsulate in Jekaterinburg, Kaliningrad und Nowosibirsk. Im Oktober 2023 wurde ein russisches Schiff beim Kartographieren von Unterwasserinfrastruktur in deutschen Hoheitsgewässern entdeckt. Recherchen mehrerer Medien ergaben, dass russische Schiffe Unterwasserinfrastruktur in Hoheitsgewässern von Deutschland und anderen Ländern systematisch auskundschaften. Im selben Jahr griff die prorussische Hackergruppe Killnet das Bundesministerium für wirtschaftliche Zusammenarbeit und Entwicklung und diverse andere deutsche Behörden und Unternehmen an. Das Bundesamt für Sicherheit in der Informationstechnik warnte im selben Jahr vor weiteren Hackerangriffen, nachdem eine andere prorussische Hackergruppe zur Zerstörung deutscher Internetseiten aufgerufen hatte. Das Auswärtige Amt deckte nach eigenen Angaben im Januar 2024 auf, dass auf der Social-Media-Plattform X mehr als 50.000 gefälschte und von Russland gesteuerte Nutzerkonten mehr als eine Million Tweets gegen die deutsche Bundesregierung und deren Unterstützung für die Ukraine verbreiteten. Im März 2024 wurde über ab Februar 2024 erfolgte Cyberangriffe der Gruppe Cozy Bear auf deutsche Parteien berichtet. Nachdem deutsche Sicherheitsbehörden einen im Januar 2023 erfolgten Hackerangriff auf die SPD-Parteizentrale dem russischen Militärgeheimdienstes GRU zugeordnet hatten, bestellte das Auswärtige Amt im Mai 2024 einen russischen Botschaftsvertreter ein. In den Monaten zuvor war der russische Botschafter mehrmals wegen Beschwerden in das Auswärtige Amt vorgeladen worden, darunter wegen des Tods von Alexej Nawalny und nach einer Festnahme zweier Deutschrussen, die der Spionage für Russland beschuldigt werden. Im August 2024 wurde die Deutsche Flugsicherung nach eigenen Angaben Ziel der russischen Hackergruppe APT28, die ebenfalls dem GRU zugeordnet ist. Im Folgemonat wurde berichtet, dass APT28 eine Fake-Website aufstellte und versuchte, diese als die Website des IfW-Kiel darzustellen. Trotz oder wegen der schwierigen Beziehungen bemühten sich ehemalige Teilnehmer des Petersburger Dialogs aus Deutschland und Russland darum, den politischen Kontakt sporadisch aufrechtzuerhalten.
Im Oktober 2024 wurde der deutsche Botschafter Alexander Graf Lambsdorff ins russische Außenministerium einbestellt. Vorausgegangen war dem die Inbetriebnahme des Commander Task Force Baltic, worin Russland eine Verletzung des Zwei-plus-Vier-Vertrags sieht.

## Wirtschaftliche Beziehungen beider Länder

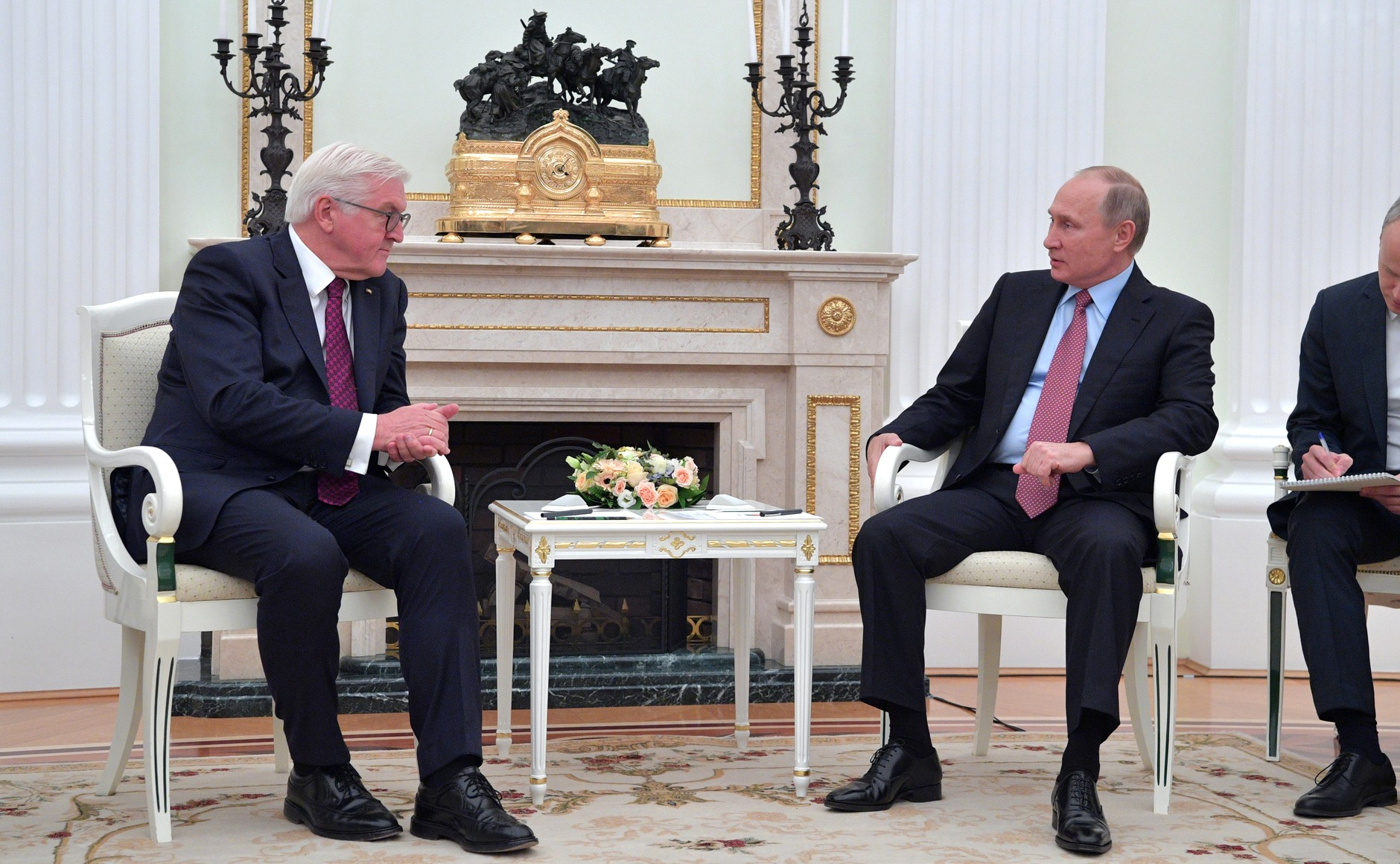
Bundespräsident Steinmeier mit Putin bei einem Besuch in Moskau, 2017

Beide Länder betreiben bilateralen Handel. Das Handelsvolumen zwischen Deutschland und Russland belief sich 2021 auf 59,75 Milliarden Euro. Deutschland bezieht vor allem Erdgas über Nord Stream sowie Erdöl und exportiert pharmazeutische Produkte sowie Maschinen nach Russland.
Im Zuge der Annexion der Krim 2014 verhängte die EU Sanktion gegen Russland, die von drei der vier im 18. Deutschen Bundestag vertretenen Fraktionen befürwortet worden waren. Die Ausnahme bildete die Partei Die Linke.
Seit März 2022 gelten scharfe Sanktionen gegen Russland. Deutsche Wirtschaftsunternehmen exportierten im März 2022 57,5 Prozent weniger nach Russland als im März 2021 (1,1 Milliarden Euro nach etwa 2,6 Milliarden Euro im März 2021). Laut dem Statistischen Bundesamt (StBA) lag die Russische Föderation im März nur noch auf Rang 12 der wichtigsten Bestimmungsländer für deutsche Exporte außerhalb der Europäischen Union (Drittstaaten). Im Februar 2022 hatte Russland noch Rang 5 belegt. Laut StBA waren die deutschen Exporte in die Russische Föderation im Juni 2022 im Vergleich zum Vorjahresmonat um 41,6 Prozent auf den Umfang von 1,2 Milliarden Euro gesunken.
- Diagrammdaten:
- Definition |
- Rohdaten |
- Hilfe

## Geschichte der kulturellen Beziehungen beider Länder

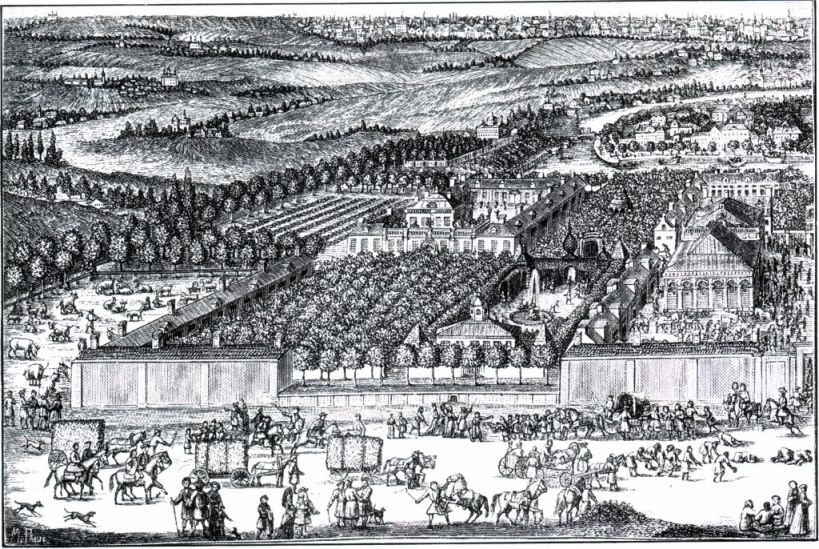
Die Nemezkaja Sloboda, zeitgenössische Darstellung

Nach der Befreiung von der Mongolenherrschaft um das Jahr 1480 begann die Öffnung nach Europa. Die Moskauer Großfürsten beziehungsweise Zaren Iwan III. und Iwan IV., ließen Handwerker, Militärs und andere Spezialisten wie Ärzte, Apotheker, Gelehrte, Techniker, Waffenschmiede, Kanonengießer, Ingenieure und militärische Instrukteure in Deutschland anwerben. In Moskau entstand so im 16. Jahrhundert eine Ausländersiedlung, die „Deutsche Vorstadt“. Als Lebensraum wurde den ausländischen Fachkräften diese besondere Örtlichkeit etwa zwei Kilometer nordöstlich vom Zentrum Moskaus entfernt zugewiesen. Auch in anderen Städten, vor allem Nordwestrusslands, lebten mehrere Deutsche als russische Untertanen. Unter den frühen Romanows waren im 17. Jahrhundert viele Deutsche nicht nur in Handel, Wirtschaft, Handwerk und Militär, sondern auch am Hof der Zaren in Moskau beschäftigt.
Nach einer Zeit der Wirren und einem Rückgang der Beziehungen setzte vor allem Peter der Große diese Tradition fort und öffnete um 1700 das Zarentum Russland westeuropäischen und damit auch deutschen Einflüssen und förderte Wissenschaft und Kultur, auch indem er viele deutsche Gelehrte und Fachexperten nach Russland holen ließ. Mit keinen anderen westeuropäischen Ausländern hatten Russen seit dem 18. Jahrhundert so zahlreiche und vielfältige Verbindungen wie mit Deutschen. Bedeutend geringer war die Zahl französischer und italienischer Künstler, Kaufleute, Handwerker und Pädagogen, die meist nur in Petersburg, Moskau und einigen größeren Gouvernementstädtchen lebten. Noch geringer war die Zahl der Engländer, Holländer, Griechen, Spanier usw. Dagegen traf man deutsche Gelehrte und Handwerker selbst in den kleinen Städten Russlands. Bei der Verwirklichung seiner Reformabsichten – die ihn insbesondere bei seinen kürzeren Auslandsaufenthalten im Heiligen Römischen Reich 1711 und 1712 bis 1713 geprägt hatten – bediente sich der Zar vor allem der deutschen Frühaufklärung, die in Russland im 18. Jahrhundert zur vorherrschenden Denkrichtung werden sollte. Insbesondere die ersten bedeutenden russischen Wissenschaftler Wassili Nikititsch Tatischtschew, Michail Wassiljewitsch Lomonossow und Wassili Kirillowitsch Trediakowski waren von deutschen Gelehrten wie Gottfried Wilhelm Leibniz und Christian Wolff beeinflusst.
Infolge der Großen Gesandtschaft Peters 1697/98 begann ab 1698 an der Universität Halle die geregelte Unterrichtung in Russischer Sprache. Halle bildete zu dieser Zeit ein Zentrum des Pietismus, einer Reformbewegung im deutschen Protestantismus, und preußisches Gegenstück zur sächsischen Universität Leipzig. Dieser erstmalige universitäre Russischunterricht in Deutschland war mit der Tätigkeit der hallensischen Pietisten um August Hermann Francke verbunden. Das Interesse der Pietisten für die Russen erwuchs zunächst aus religiösen Motiven. Im russisch-orthodoxen Glauben sahen der Theologe Francke und seine Anhänger eine Frömmigkeit, die dem Pietismus näher stand als dem Katholizismus. So setzte es sich der Theologieprofessor Francke zum Ziel, nicht nur pietistische Geistliche für deutsche evangelische Gemeinden in Russland, Ost- und Südeuropa auszubilden, sondern durch sie auch auf die russisch-orthodoxe Bevölkerung im Sinne des Pietismus Einfluss zu nehmen. Die Ausstrahlung des Halleschen Pietismus nach Russland war vielfältig und wirkte in unterschiedliche Bereiche der russischen Gesellschaft hinein. So leitete Laurentius Blumentrost ab 1716 den Aufbau der Russischen Akademie der Wissenschaften in St. Petersburg. Er wurde ihr Gründungspräsident. Francke baute vielfältige Beziehungen nach Russland auf. Seine Mitarbeiter gingen nach St. Petersburg, Moskau und nach Sibirien. Dort wirkten sie als Mediziner, Hauslehrer, Pastoren und Beamte. Hallesche Wissenschaftler, wie der Francke-Schüler Georg Wilhelm Steller, nahmen an Expeditionen (Daniel Gottlieb Messerschmidt) teil. In Narva, Astrachan sowie Tobolsk entstanden Waisenhäuser nach halleschem Vorbild.
Der Einfluss von Deutschen auf die Geschichte Russlands nahm unter den Nachfolgern Peters des Großen noch weiter zu: Minister und Ratgeber kamen aus Deutschland und die Familie der Romanows vermischte sich als Teil einer dynastischen Politik mit anderen europäischen Häusern. Die aus Deutschland stammende russische Kaiserin Katharina II. (1729–1796, Kaiserin ab 1762), Vertreterin des aufgeklärten Absolutismus, wollte mit einer Peuplierungspolitik, ähnlich wie in Preußen die neuerworbenen Gebiete im Süden des Landes der Gesamtwirtschaft nutzbar machen und sie kultivieren. Deshalb erließ Katharina II. am 22. Juli 1763 ein Manifest, in dem alle Ausländer aufgefordert wurden, sich in Russland niederzulassen. Die große planmäßige Ansiedlung deutscher Bauern in Russland begann 1763 und dauerte bis Ende der 1860er Jahre. In den Jahren 1804 bis 1842 fand die stärkste Auswanderung aus Süd- und Südwestdeutschland bis in die Gegend von Odessa, nach Bessarabien, in die Krim und in den Südkaukasus statt. Insgesamt wurden in diesen Gebieten 181 Dörfer (Mutterkolonien) gebildet (vgl. Geschichte der Russlanddeutschen).
Vor allem im 19. Jahrhundert wurde deutschsprachige Literatur und Philosophie in Russland mit Begeisterung rezipiert; Alexander Sergejewitsch Puschkin orientierte sich an Vorbildern der deutschen Romantik, Fjodor Michailowitsch Dostojewski rezipierte Friedrich Schiller, Lew Nikolajewitsch Tolstoi bezog sich auf Georg Wilhelm Friedrich Hegel („Herr und Knecht“). Die Debatte zwischen Westlern und Slawophilen belebte das Interesse an der Kultur Deutschlands, weil diese seit der Romantik die negativen Nebenfolgen der Modernisierung explizit mitreflektierte. Zugleich blieb die klassische Musik des 19. Jahrhunderts ein Referenzpunkt. Ende des 19. Jahrhunderts begann man sich in Deutschland für die russische Literatur zu begeistern; Dostojewskij wirkte nachhaltig auf Friedrich Nietzsche, und Tolstois Erzählungen erschienen im 20. Jahrhundert an Schlüsselstellen in Martin Heideggers Schriften. Das Russlandbild der meisten Deutschen wurde von der russischen Literatur des 19. Jahrhunderts nachhaltig geprägt.
Für die Zeit vor und nach dem Ersten Weltkrieg gab es eine intensive gegenseitige Beeinflussung in der Kunst (Der Blaue Reiter), Literatur und Architektur (Bauhaus / Avantgarde). Russisches Kulturleben blühte nach der Oktoberrevolution vor allem in Berlin und anderswo in Deutschland, und Charlottenburg wurde umgangssprachlich zu Charlottengrad 1918 bis 1941 Synonym für Charlottenburg.

### Deutsch-sowjetische Wissenschaftsbeziehungen in der Weimarer Republik
Erste Kontakte wurden bei ihren Reisen nach Deutschland von Michail Isajewitsch Nemjonow im Jahr 1920, Wladimir Iljitsch Ioffes 1921 sowie Wilhelm Westphals nach Petrograd und Moskau im Oktober 1922, geknüpft. Eine wichtige Rolle bei den Kontakten spielt das 1921 eingerichtete Büro für ausländische Wissenschaft und Technik (BINT) bei der sowjetischen Handelsvertretung in Berlin unter Leitung von Nikolai Michailowitsch Fjodorowski, welches sich mit dem Buchaustausch und der gegenseitigen Vermittlung der neuesten Erkenntnisse aus Wissenschaft und Technik befasste, und dazu einen Vertrag mit der Königlich-Preußischen Akademie der Wissenschaften hatte. Im September 1923 fanden die „Ausstellung des deutschen Buches“ in Moskau und eine Ausstellung russische Bücher in Leipzig statt. Mit der Notgemeinschaft der Deutschen Wissenschaft wurde am 6. November 1924 in Moskau ein Vertrag über Buchaustausch geschlossen. Von 1925 bis 1933 wurden 55.000 sowjetische Einzelbände monographischer Literatur nach Deutschland geliefert.
Eifrige Förderer des wissenschaftlichen Austauschs wurden Otto Hoetzsch, der 1923 und Oktober 1926 in die Sowjetunion reiste, und Friedrich Schmidt-Ott. 1923 wurde die Sowjetisch-deutsche Gesellschaft „Kultur und Technik“ zum wissenschaftlichen und technischen Erfahrungsaustausch gegründet. Im Januar 1932 wurde die Arplan, eine Studiengesellschaft deutscher Wissenschaftler zur Erforschung der Planwirtschaft in der Sowjetunion, gegründet.
Deutsche und Sowjetische Wissenschaftler trafen sich bei der Veranstaltung gemeinsamer Wochen und Konferenzen. Vom 9. bis 15. Juni 1927 fand in Berlin eine deutsch-sowjetische „Forscherwoche“ statt, die vom Auswärtigem Amt, der Notgemeinschaft der Deutschen Wissenschaft und der „Gesellschaft zum Studium Osteuropas“ gefördert wurde. Vom 7. bis 14. Juli 1928 fand eine deutsch-sowjetische „Historikerwoche“ statt. Am 7. Januar 1929 wurde eine „Woche deutscher Technik“ in Moskau eröffnet. Im Jahr 1928 wurde ein Russisch-Deutsches Komitee für Rassenforschung gegründet, dessen Vorsitz in Deutschland der Minister Friedrich Schmidt-Ott hatte. Vom 28. November bis 3. Dezember 1932 fand eine deutsch-sowjetische „Medizinerwoche“ in Berlin statt. Im August 1929 tagte die deutsch-sowjetische Konferenz „Technik in der Landwirtschaft“ in Königsberg. Zur 200-Jahr-Feier der Russische Akademie der Wissenschaften im September 1925 war die deutsche 35-köpfige Delegation die stärkste unter den etwa 150 ausländischen Gästen.
1930 erschien die gemeinsame Aktenpublikation „Die internationalen Beziehungen im Zeitalter des Imperialismus“ in russischer und deutscher Sprache. Oscar Waldhauer gab die Publikationsreihe „Archäologische Mitteilungen aus russischen Sammlungen“ von gemeinsamen Forschungen auf dem Gebiet der Archäologie heraus.
1928 fand die Deutsch-Sowjetische Alai-Pamir-Expedition statt. Die Freie Schulgemeinde Wickersdorf wurde häufig von sowjetischen Pädagogen besucht, 1930 lernten an ihr 70 sowjetische Jugendliche.

### 1945 bis 1989
„In jungen Jahren las ich traumverloren /
Ein Buch /
Heinrich Heines. /
Und, als ob er wirklich sei, erhob sich vor mir /
Der Felsen der Loreley am Rhein. /
Und das Lied des Mädchens, gleichsam wie im Traum, /
Tönte über den weiten Hang. /
Damals erschien mir die deutsche Sprache /
Wunderschön und wie eine Melodie. /
Doch wo ist er, der zerlesene Band des Dichters, /
Wo sind die Zeilen über das Herz der Geliebten?
Ich bin verwundet, /
Liege still unter einem Strauch, /
Und vorbei fahren die Panzer. /
Und dahinter gehen Soldaten langsam über das Feld, /
Bis zur Schulter verborgen im Roggen. /
Und ich höre, höre /
Wie im Fieber, /
Fetzen deutscher Sprache. /
Diese Sprache erscheint mir heiser und böse, /
Nicht menschlich, /
Ich möchte mein Ohr fest verschließen mit der Hand, /
Doch meine Hände bewegen sich nicht. […]“

Die Jahrzehnte nach 1945 waren beidseits noch von den Kriegserfahrungen geprägt. Die sowjetische Propaganda begann bald zwischen „guten“ und „schlechten“ Deutschen zu unterscheiden. Zugleich musste sie den Deutschen in der sowjetischen Besatzungszone (SBZ) vermitteln, dass sich das nationalsozialistische Feindbild des Russen als Untermenschen in ein Bild des Befreiers und Freundes gewandelt habe; trotz der durch Rotarmisten begangene Kriegsverbrechen, die in der Gesellschaft das Bild prägten.
Bereits im Juni 1947 gründete sich die „Gesellschaft zum Studium der Kultur der Sowjetunion“, die auf dem 2. Kongress im Juli 1949 in Gesellschaft für Deutsch-Sowjetische Freundschaft (DSF) umbenannt wurde. Diese Organisation sollte zunächst vor allem durch Kulturarbeit die antisowjetische Haltung in der Bevölkerung der SBZ beseitigen helfen. Dafür wurde auf dem zweiten Kongress der DSF die „Freundschaft für immer“ verkündet und Mitglieder der Sozialistischen Einheitspartei Deutschlands, in der die Kommunistische Partei mit der aus dem Moskauer Exil zurückkehrenden kommunistischen Elite aufging, waren verpflichtet, für die deutsch-sowjetische Freundschaft zu werben.
Zentren der politischen wie kulturellen Arbeit waren die Häuser der DSF, die im weitesten Sinne als Kulturhäuser eingerichtet und betrieben wurden. Die kulturellen Beziehungen etablierten sich in den 1960ern und nahmen an Intensität zu. Die wirtschaftlichen und kulturellen Kontakte zwischen den „Bruderländern“ galten als vorbildlich innerhalb des Ostblocks und das Interesse an der Kultur des anderen Landes blieb selbst in den Hochphasen des Kalten Krieges bestehen. Häufig beschränkten sich die Kontakte vor allem auf offizielle Ebene, dessen Vertreter sich für ihre Völker über den Aufbau des Sozialismus austauschten. Touristische Reisen waren allerdings in sogenannten „Freundschafszügen“ möglich und es bestand auch ein reger Studentenaustausch. Bis 1990 schlossen rund 12.000 Studenten ihr Studium in der Sowjetunion ab.
Hingegen sorgten die von Michail Gorbatschow eingeleiteten Reformen Glasnost und Perestroika ab der zweiten Hälfte der 1980er für Irritationen aufseiten der DDR-Staatsführung. Insbesondere sah die SED-Führung keinen Anlass für Selbstkritik. In einem Interview mit dem Stern erklärte Kurt Hager 1987, dass jedes Land sein Lösung wähle und die DDR nicht verpflichtet sei, alles, was in der Sowjetunion geschehe, zu kopieren.
Deutsche Filme, TV-Sendungen und literarische Werke waren in der Sowjetunion sehr verbreitet, die deutsche war nach der englischen Sprache an den Schulen und Universitäten die nächstverbreitete Fremdsprache. Weniger propagiert war die Kultur aus Westdeutschland. Im Laufe der 1980er Jahre, speziell nach dem Amtsantritt von Gorbatschow im März 1985, entspannte sich auch das Verhältnis zwischen der Sowjetunion und der Bundesrepublik. Auch Werke wie die von Heinrich Böll, Günter Grass and Wolfgang Koeppen erhielten beachtliche Auflagen.
Dies führte auch zu einem regeren Austausch zwischen Westdeutschland und der Sowjetunion, wenn auch nicht auf demselben Niveau mit der DDR. Nach fünfzehnjährigen Verhandlungen kam es 1988 zu einem Kulturabkommen, dass Verabredungen über Ausstellungen, Musik- und Theatergastspiele traf sowie auch eine weitere Öffnung des wissenschaftlichen Austauschs auf die Geisteswissenschaften traf.
Nach der Machtübernahme Gorbatschows gab es eine Begeisterung in der westdeutschen Bevölkerung für Gorbatschow („Gorbimanie“), die bei einem Staatsbesuch am 12. Juni 1989 in Bonn gipfelte. Neben der durch die Bundesregierung geleisteten finanziellen und humanitären Hilfe aufgrund der Nuklearkatastrophe von Tschernobyl, des Erdbebens von Spitak 1988 und der gravierenden wirtschaftlichen Situation der Sowjetunion, war die Spendenbereitschaft der westdeutschen Bevölkerung groß. Es wurden Vereine gegründet, die Kindern aus den nuklear verseuchten Gebiete Erholungsurlaube ermöglichen sollte. Im Auswärtigen Amt wurde deshalb ein Arbeitsstab „Sowjetunion-Hilfe“ gegründet.

### Seit 1990

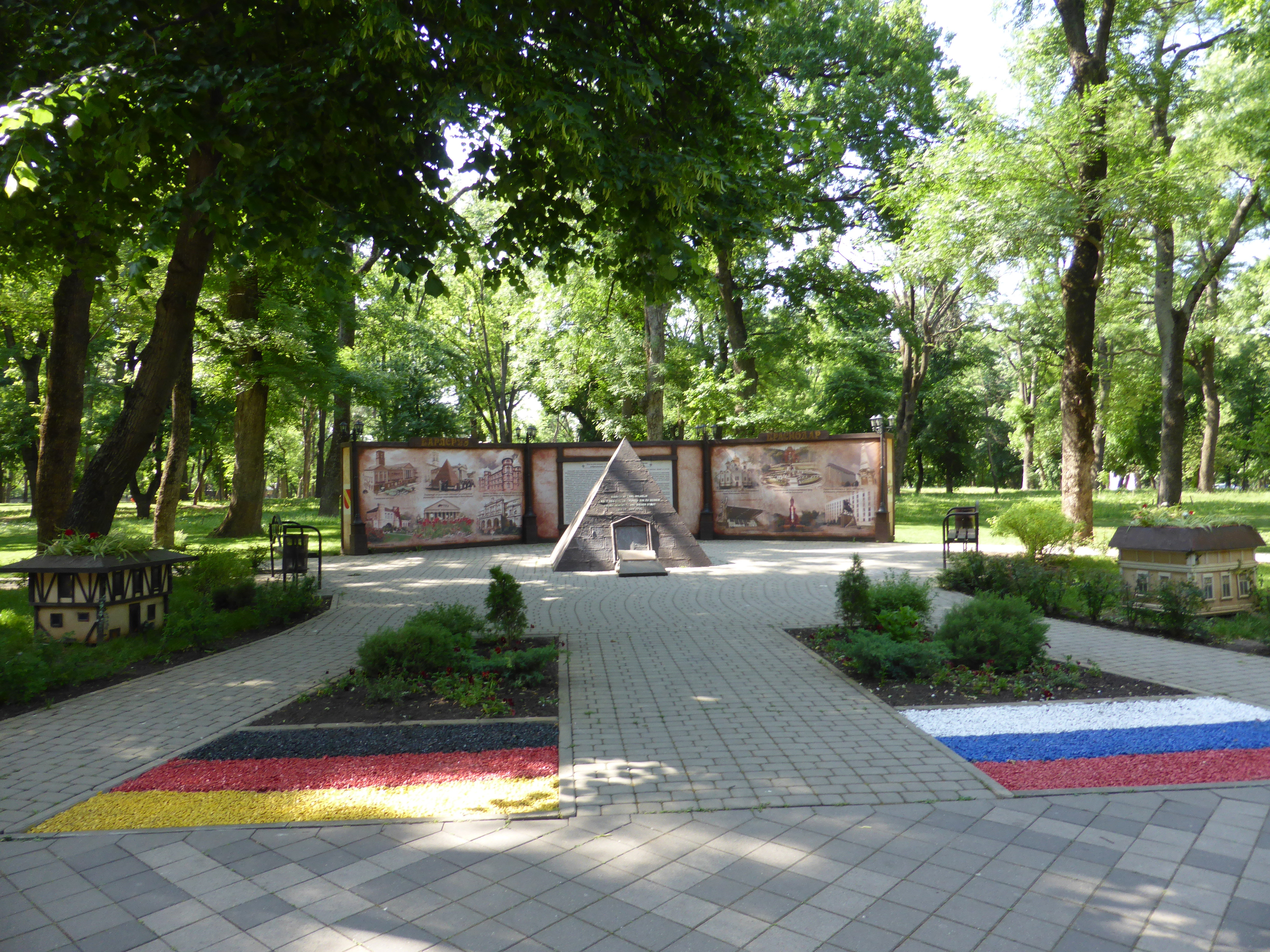
Darstellung der Städtepartnerschaft mit Karlsruhe in Krasnodar

Am 3. Oktober 1990 traten die Länder der DDR der Bundesrepublik bei und im August 1994 zogen die russischen Truppen aus Ostdeutschland ab. Ein enger kultureller und bildungspolitischer Austausch entwickelte sich. Eines der bislang ungelösten Probleme in den Kulturbeziehungen beider Völker ist die Frage der Beutekunst, kriegsbedingt verlagerter Kunst- und Kulturgüter aus deutschen Sammlungen, die seit 1945 bis heute in Einrichtungen der Russischen Föderation verwahrt werden.
Im September 2000 unterzeichnet Kurt Biedenkopf einen Vertrag zwischen dem Bundesrat und dem Russischen Föderationsrat über die Bildung einer Freundschaftsgruppe.
2003 wurde ein Regierungsabkommen zur Förderung des gegenseitigen Erlernens der Partnersprache abgeschlossen. 2009 wurde das Abkommen über die wissenschaftlich-technische Zusammenarbeit mit der Sowjetunion von 1987 verlängert. Seit 2006 gibt es Koordinierungsbüros in Hamburg und Moskau für den bilateralen Schüler- und Jugendaustausch.
Das Goethe-Institut ist an vielen Orten in Russland präsent, in Moskau, St. Petersburg und seit Frühjahr 2009 in Nowosibirsk. Daneben sind weitere deutsche Kulturmittler in Russland vertreten (vgl. Deutsch-Russisches Haus). Ein Träger der russischen Kultur in Deutschland ist das Russische Haus der Wissenschaft und Kultur, eine ausländische Vertretung der Föderalen Agentur für Angelegenheiten der Gemeinschaft Unabhängiger Staaten. Die Tätigkeit des Hauses ist auf die Entwicklung vielseitiger russisch-deutscher Beziehungen auf den Gebieten der Kultur, Wissenschaft, Technik und der geschäftlichen Zusammenarbeit zwischen Russland und Deutschland gerichtet.
In den Jahren 2012 und 2013 unterzeichneten beide Länder zwei Regierungsabkommen, die Tätigkeit und rechtliche Aspekte beider Kultureinrichtungen regelten (Abkommen über die Tätigkeit von Kultur- und Informationszentren und Abkommen über die Bedingungen der Unterbringung des Russischen Hauses der Wissenschaft und Kultur in Berlin und des Goethe-Instituts in Moskau).
2012 erreichte der deutsch-russische Handel mit 80,9 Mrd. Euro ein Allzeithoch. 2022 waren es 50 Milliarden.
Die East StratCom Task Force des Europäischen Auswärtigen Dienstes registrierte seit 2015 einen Anstieg von in Russland propagierten Falschinformationen über Deutschland. Als einen Grund für das (zu) hohe Verständnis für Russland bis im Januar 2022 nannte die Neue Zürcher Zeitung nebst den engen wirtschaftlichen Verflechtungen und Schuldgefühlen in Bezug auf den Zweiten Weltkrieg auch die Verklärung Putins zu einem „Gegenpol zum westlichen Mainstream“, bei der politischen Linken dank Antiamerikanismus, bei den Rechten gegen Gendersternchen und Einwanderung. Im Februar 2022 untersagte aufgrund einer nicht vorhandenen Sendelizenz die Kommission für Zulassung und Aufsicht die Ausstrahlung des russischen Auslandssenders RT DE in Deutschland. Kurz darauf verbot das russische Außenministerium der Deutschen Welle im selben Monat die gesamte journalistische Berichterstattung.

## Filme
- Krieg und Frieden – Deutsch-sowjetische Skizzen, Dokumentation, Das Erste